# سرغردنغاه (لوداب)
سرغردنغاه (بالفارسية: سرگردنگاه) هي قرية تقع في إيران في قسم لوداب الريفي. يقدر عدد سكانها بـ 19 نسمة بحسب إحصاء 2016.